# Margriet Matthijsse
Margriet Matthijsse (Roterdã, 16 de abril de 1977) é uma velejadora neerlandesa, medalhista olímpica. Ela competiu nos Jogos Olímpicos de Verão de 1996 e 2000 na classe Europe e conquistou a medalha de prata em ambas as ocasiões. A última aparição olímpica de Matthijsse foi durante as Olimpíadas de 2004 em Atenas na classe 470 ao lado de Lisa Westerhof.
Além disso, Matthijsse recebeu o Prêmio Velejadora Mundial do Ano de 1999 da ISAF.